# Садовое (Новостроевское сельское поселение)
Садовое (до 1938 — Жалльгиррен (нем. Szallgirren), до 1947 — Кройцхаузен (нем. Kreuzhausen)) — посёлок в Озёрском городском округе Калининградской области. Входит в состав Новостроевского сельского поселения.

## Население
| 1863 | 1910 | 1933 | 1939 | 2010 |
| ---- | ---- | ---- | ---- | ---- |
| 95   | ↘87  | ↗209 | ↘205 | ↘115 |

## История
В 1863 году население Шалльгиррена составляло 95 жителей, на 1 декабря 1910 года — 87 жителей, в 1933 году — 209 жителей, в 1939 году — 205 жителей.
В 1938 году Шалльгиррен был переименован в Кройцхаузен, в 1946 году — в поселок Садовое.